# Dominic Minghella
Dominic Minghella, né en 1967 sur l'île de Wight, est un scénariste britannique.

## Biographie
Après des études secondaires à Medina High sur l'île de Wight, Dominic Minghella est admis à Merton College, Université d'Oxford, où il suit un cursus de philosophie, politique et économie (PPE). Au sortir de l'université, il devient assistant de production junior dans la publicité, expérience dont il se servira pour sa pièce radiophonique Matt Black and Chrome. Il rejoint ensuite l'équipe de production de la série Hamish Macbeth (1995-1997), pour laquelle il écrit ensuite trois épisodes. Il est également le créateur et le scénariste des séries télévisées Doc Martin (ITV, 2004-2009) et Robin des Bois (BBC, 2006-2009).
Il est le compagnon de Sarah Beardsall, directrice de casting, avec laquelle il a fondé la société de production Island Pictures. Il a trois enfants dont l'aîné, Dante, a participé à l'émission Child Genius de Channel Four en 2004. Il est le frère du réalisateur, scénariste, producteur et acteur britannique Anthony Minghella, dont il a figuré dans le premier film, A Little Like Drowning (1978).

## Filmographie
- 2002 : Seuls au bout du monde (Stranded) de Charles Beeson (téléfilm)

## Source
- (en) Cet article est partiellement ou en totalité issu de l’article de Wikipédia en anglais intitulé « Dominic Minghella » (voir la liste des auteurs).